# باب المراد
باب المراد مسلسل تلفزيوني درامي تاريخي يتألف من (30 حلقة) بتصوير سينمائي مذهل لمراحل حياة الإمام الجواد والتحويلات التي مرت به منذ مولده في المدينة المنورة ورعاية والده له الإمام علي بن موسى الرضا حتى وفاته مسوماً على يد الخليفة المعتصم العباسي في بغداد سنة 220 هجرية.
تم تصوير هذا العمل الدرامي الضخم في مناطق مختلفة من إيران إلى سوريا، بطاقم فني متميز يحتوي نخبة النجوم السوريين واللبنانين والایرانیین والعراقيين والخليجيين.
ويعد هذا المسلسل إعادة لبناء سيرة الإمام الجواد بجميع تفاصيلها. فقد أعيد إنشاء المدينة المنورة ومكة المكرمة في المدن الإنتاجية التي تم التصوير فيها، ، بقراها وحواضرها ومدنها الرئيسية إبان العهد العباسي، وذلك بناء على المعلومات الواردة في المصادر التاريخية وآراء المختصين في هذا المجال.
يتناول مسلسل “باب المراد” قصة ملحمية لم يسبق تناولها على شاشات التلفزيون، وقد تمت مراجعة معلوماته التاريخية الواردة في المسلسل تحت اشراف سماحة العلامة الشيخ علي الكوراني . 

## نجوم المسلسل
من سوریا
وائل رمضان- علي الابراهیم - بشار اسماعیل - زهير رمضان - سعد مينا - محمد الأحمد - باسل حيدر - وضاح حلوم - حسين عباس - عبد الناصر مرقبي - كناز سالم - وجدي عبيدو - يوسف المقبل - فؤاد الوكيل - مالك محمد - أريج خضور - نادين الخوري - عُلا باشا - تولاي هارون - علي رمضان - عبد الرحمن قويدر - إسماعيل ديركي - إبراهيم عيسى - محمد خرماشو - وسيم الرحبي - صالح مخيبر - عزيز اسكندر - محمود الويسي - مي مزهج - عروة العربي - راميا حسين - جرجس جبارة - رنا حيدر - مهران الطويل - رنيم شمس - محمد قصاب - سيوار داوود - سابت عباس - اسحاق بن موسى - سيزر القاضي - مرتضى الشيخ - محمد حجازي - إبراهيم عيسى - حسن رحال - علي الحمد - رامي عبيدو
من لبنان
علي شقير- علي سعد - جمال حمدان - علي إبراهيم - فادي الرفاعي (ممثل صوت) - رانيا مروة (ممثلة صوت) - محمد عقيل - شادي شمص - سمير شمص - حسام الصباح - حسن حمدان - علي طحان - بشار نصر الله - محمد علاء الدين - سليم الحسين - سليم علاء الدين - حسن فرحات - علي الزين - سارة قصير - روضة قاسم - بتول زعرور - زينب حمدان
من ایران
احمد کاوري - رزاق رادان - محمد عفراوي - ماني رحماني - محمود رحماني - علي بن زهرة - بشرى حسين - باسل كعدة - رائد التميمي - رضا عقدائي - محمد فران - مليكة - عباس سعيداوي - علي عبادي - السيد حسن العلوي - محمد فران - غانم شريف - حسين محسن - منصور نواصري
من البحرین
محمد الصفار- عادل شمس- قاسم حسن - ياسر القرمزي
من العراق
ایاد الطائي - حسین عجاج - شمم حسن - بيان نبيل - سيد صادق عباس - نظير جواد
من الکویت
علي غلوم - صلاح بوفتین - سيد عیسی الموسوي

## وصلات خارجية
- باب المراد على موقع IMDb (الإنجليزية)